# Хякунин иссю

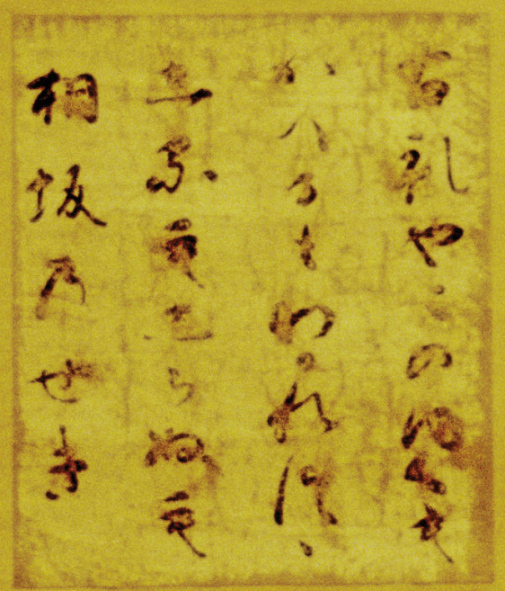
Вака поэта Сэмимару из собрания Огура Хякунин Иссю

Это статья о японской поэзии. О тесте в боевых искусствах смотрите статью Хякунин-кумитэ.
Хякунин иссю (яп. 百人一首) — вид антологии японских стихотворений-вака. Принцип, по которому составляется такая антология: «сто стихотворений ста поэтов», от каждого поэта — по одному стихотворению. Наиболее известная Хякунин Иссю — Огура Хякунин Иссю, составленная Фудзивара-но Тэйка. Зачастую, когда говорят «хякунин иссю», имеют в виду именно этот сборник.
Как правило, в основе подбора стихотворений — принцип хонкадори.
Также Хякунин Иссю соотносится с игрой в ута-гарута и соревновательной карутой.

## Огура Хякунин Иссю
Самая известная Хякунин Иссю была составлена в 1235 г. Фудзивара-но Тэйка по просьбе его сына, Фудзивара-но Тамэиэ. Эти стихотворения должны были украсить сёдзи в доме тестя Тамэиэ, Уцуномия Ёрицуна. Дом находился в округе Огура, отсюда название антологии. Долгое время «Сто стихотворений» были собственностью потомков Тэйка, и только в XVI в. были опубликованы для широкой общественности.
Сто стихотворений охватывают широкую панораму времен — безыскусные песни, дошедшие до нас в антологии «Манъёсю» из времен почти мифических, перекликаются с изысканными, исполненными чувства югэн танка современников Фудзивара-но Тэйка; стихи «шести бессмертных» соседствуют с произведениями вовсе не известных поэтов.
Каждое последующее стихотворение связано с предыдущим, как реплика в разговоре. Более того, принцип хонкадори приложим к первому и сотому, второму и девяносто девятому и т. д.
Среди поэтов этой антологии — Оно-но Комати, Отомо-но Якамоти, Аривара-но Нарихира, Ки-но Цураюки, Митицуна-но хаха, Сэй Сёнагон, Мурасаки Сикибу, Сайгё, Минамото Санэтомо, Фудзивара Тосинари, Дзиэн и сам Фудзивара Тэйка.
Пять стихотворений антологии были положены на музыку в знаменитой композиции I половины XIX века «Восемь одежд».

## Переводы
Существует несколько полных переводов антологии на русский язык. Среди них:
- «Песни ста поэтов». Японская антология. Пер. «Пр. Б.» — Николай Николаевич Бахтин (Нович). С нем. перевода П. Эманна.  С.-ПЕТЕРБУРГ. 1905. Типография П. П. Сойкина (Невский, 96) Цена 30 коп
- «Сто стихотворений ста поэтов»: Старинный изборник японской поэзии VII—XIII вв./ Предисл., перевод со старояп., коммент. В. С. Сановича; Под ред. В. Н. Марковой. — 3-е изд., доп. и перераб. — М.-СПб.: Летний сад; Журнал «Нева», 1998. — 288 с.
- «Сто стихотворений ста поэтов»: сборник классических японских танка. Перевод Владимира Вячеславовича Соколова / в издании: Басё. Лирика. Минск. Харвест. 2003

## Ута-гарута
Поэтические карты с изображениями, именами и текстами стихотворений всех 100 поэтов антологии «Хякунин иссю»:

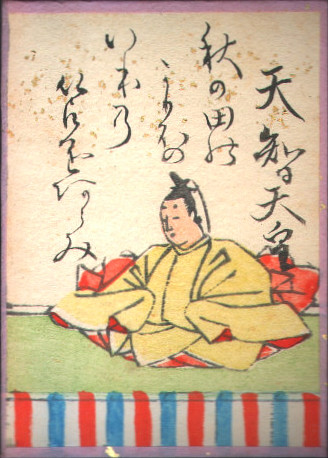
01. 天智天皇 Тэндзи-тэнно (Император Тэндзи)
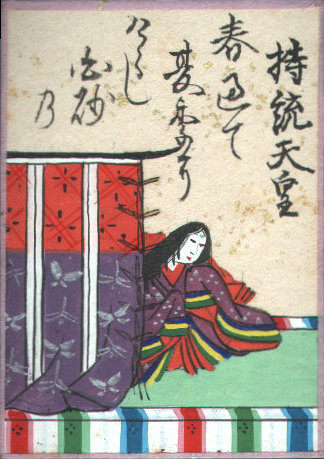
02. 持統天皇 Дзита-тэнно (Императрица Дзито)
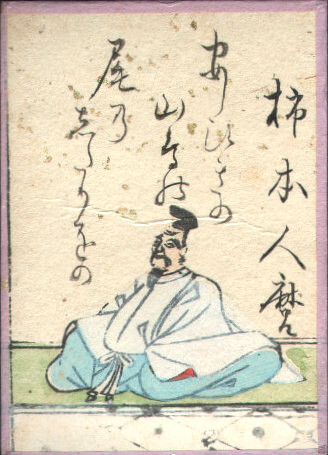
03. 柿本人麿 Какиномото-но Хитомаро
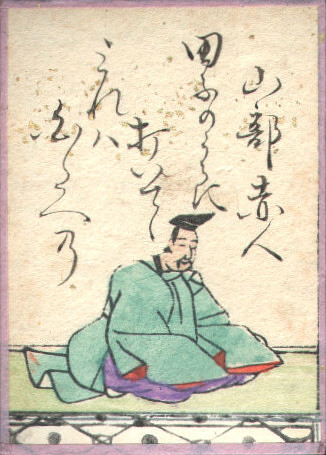
04. 山部赤人 Ямабэ-но Акахито
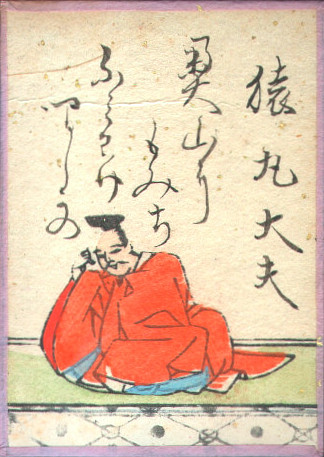
05. 猿丸大夫 Сарумару-даю
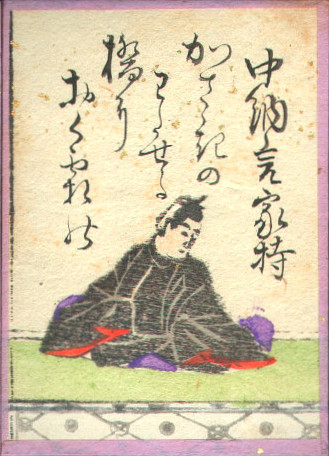
06. 中納言家持 Отомо-но Якамоти
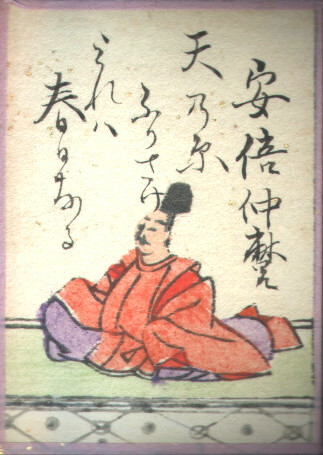
07. 安倍仲麿 Абэ-но Накамаро
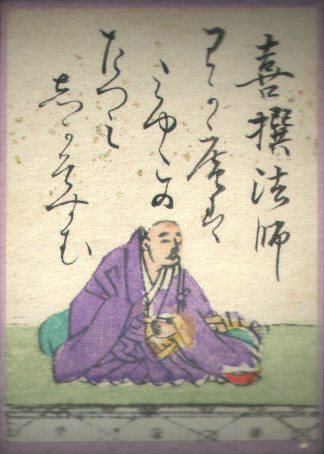
08. 喜撰法師 Кисэн-хоси
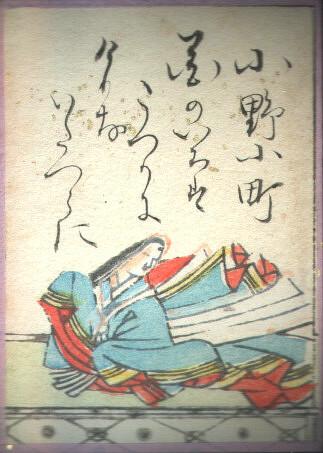
09. 小野小町 Оно-но Комати
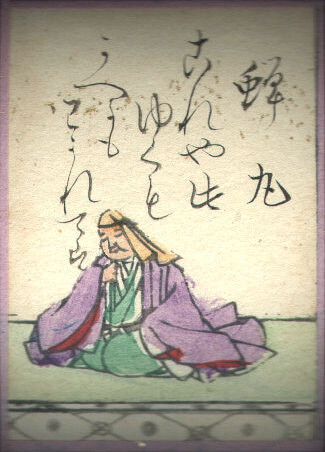
10. 蝉丸 Сэмимару
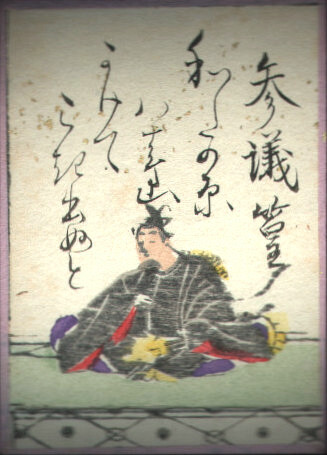
11. 參議篁 Санги Такамура (Оно-но Такамура)
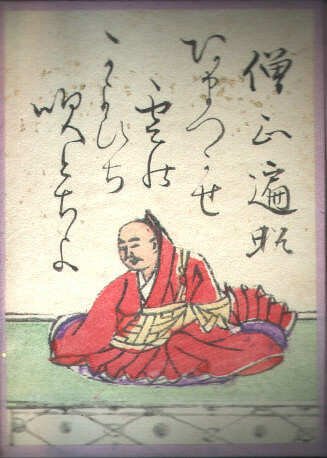
12. 僧正遍昭 Содзэ Хэндзё  (Хэндзё)
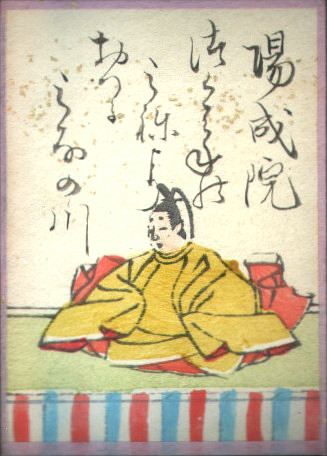
13. 陽成院 Ёдзэй-ин (Император Ёдзэй)
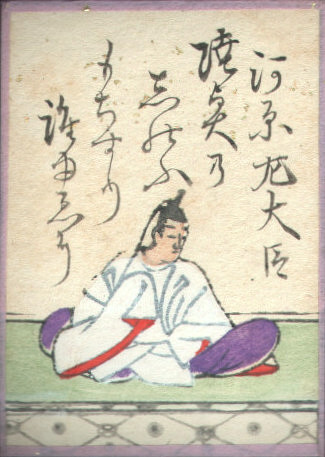
14. 河原左大臣 Кавара-но Садаёдзин (Минамото-но Тору)
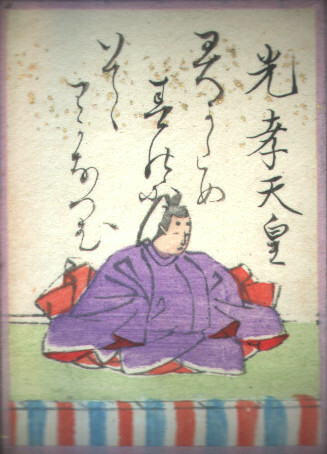
15. 光孝天皇 Коко-тэнно (Император Коко)
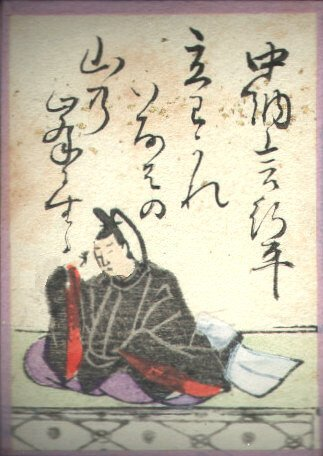
16. 中納言行平 Тюнагон Юкихира (Аривара-но Юкихира)
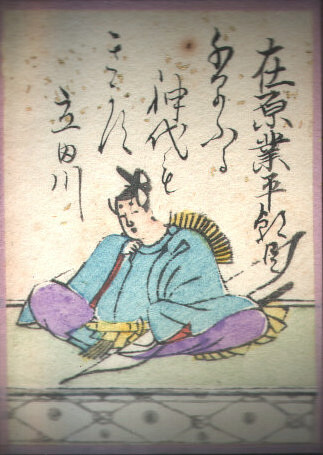
17. 在原業平朝臣 Аривара-но Нарихира-но Асон (Аривара-но Нарихира)
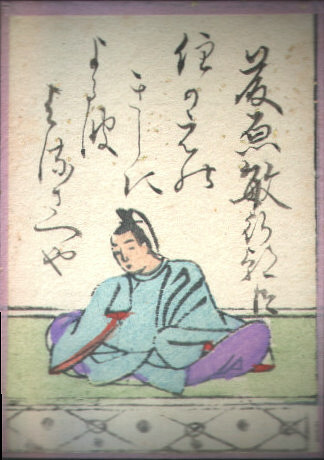
18. 藤原敏行朝臣 Фудзивара-но Тосиюки-но Асон (Фудзивара-но Тосиюки)
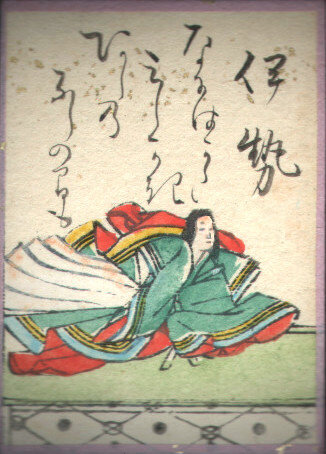
19. 伊勢 Исэ (Госпожа Исэ)
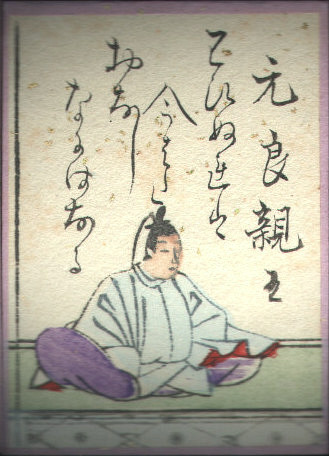
20. 元良親王 Мотоёси Синно (Принц Мотоёси)
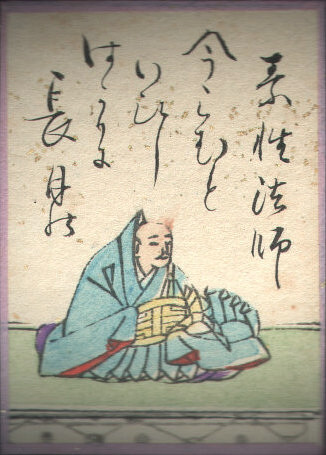
21. 素性法師 Сосэй-хоси (Монах Сосэй)
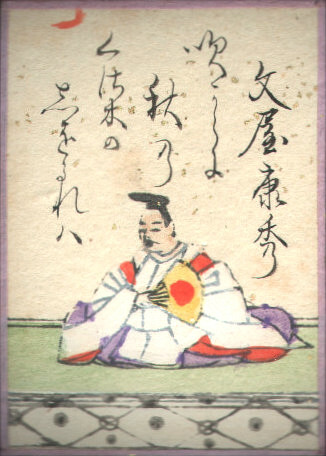
22. 文屋康秀 Бунъя-но Ясухидэ (Фунъя-но Ясухидэ)
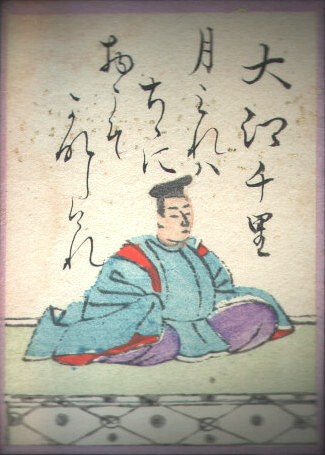
23. 大江千里 Оэ-но Тисато
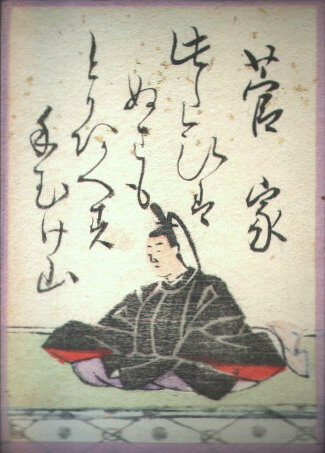
24. 菅家 Канкэ (Сугавара-но Митидзанэ)
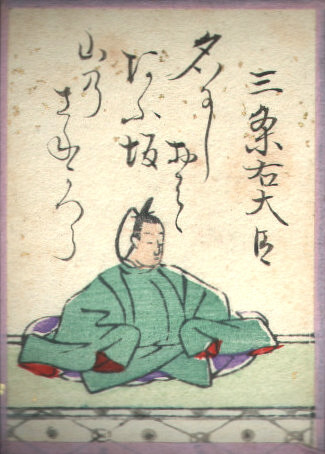
25. 三條右大臣 Сандзё-но Удайдзин (Фудзивара-но Садаката)
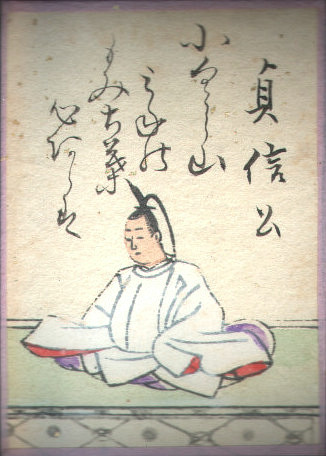
26. 貞信公 Тэйсинко (Фудзивара-но Тадахира)
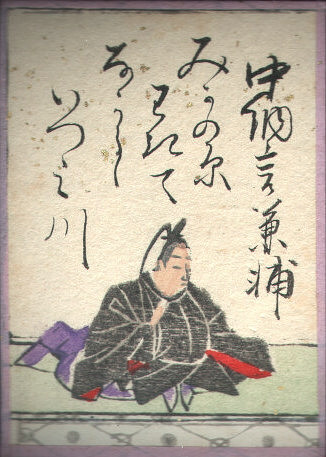
27. 中納言兼輔 Тюнагон Канэсукэ (Фудзивара-но Канэсукэ)
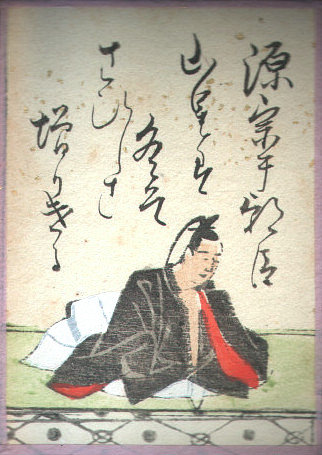
28. 源宗于朝臣 Минамото-но Мунэюки-но Асон (Минамото-но Мунэюки)
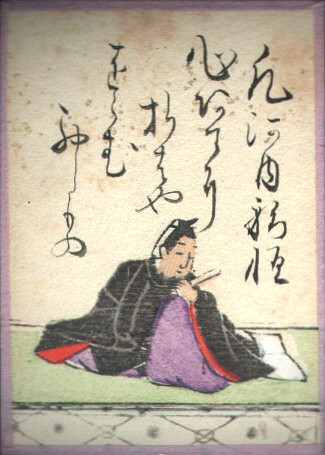
29. 凡河内躬恆 Осикоти-но Мицунэ
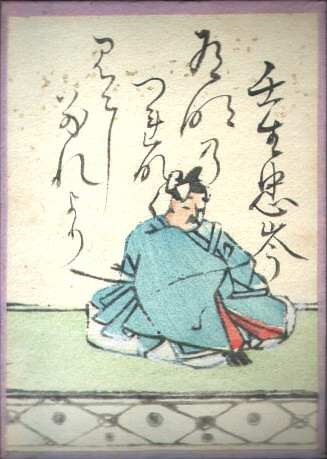
30. 壬生忠岑 Мибу-но Тадаминэ
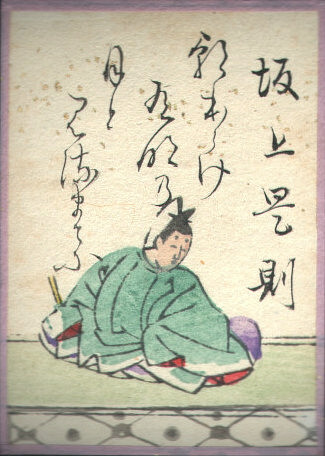
31. 坂上是則 Саканоуэ-но Корэнори (Саканоэ-но Корэнори)
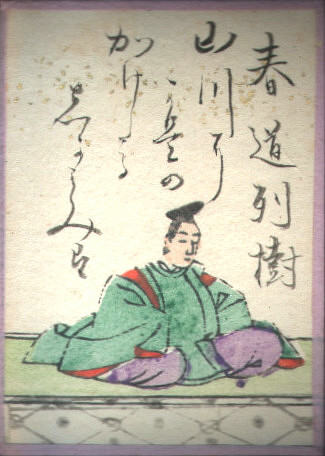
32. 春道列樹 Харумити-но Цураки
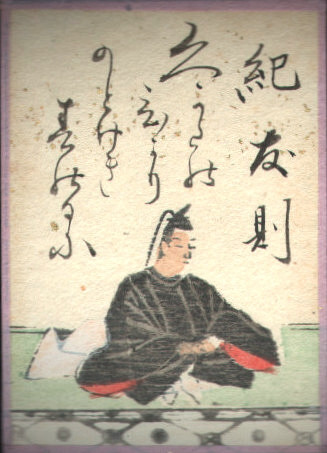
33. 紀友則 Ки-но Томонори
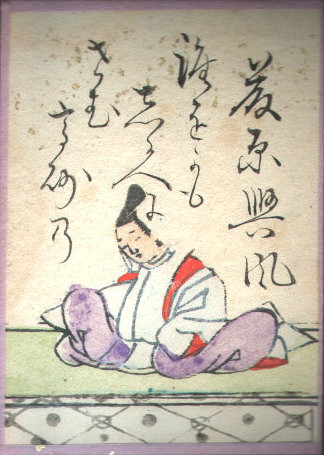
34. 藤原興風 Фудзивара-но Окикадзэ
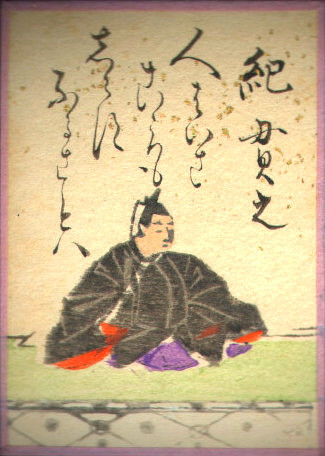
35. 紀貫之 Ки-но Цураюки
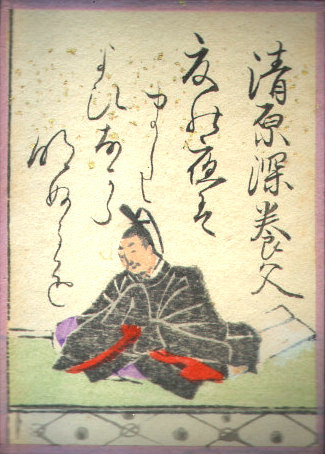
36. 清原深養父 Киёвара-но Фукаябу (Киёхара-но Фукаябу)
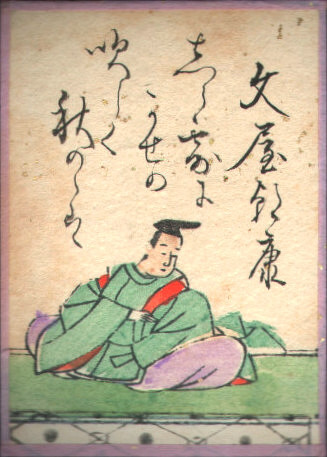
37. 文屋朝康 Фунъя-но Асаясу
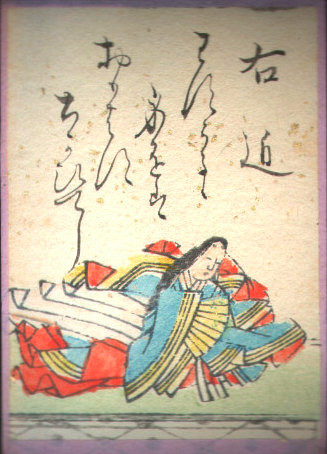
38. 右近 Укон (Госпожа Укон)
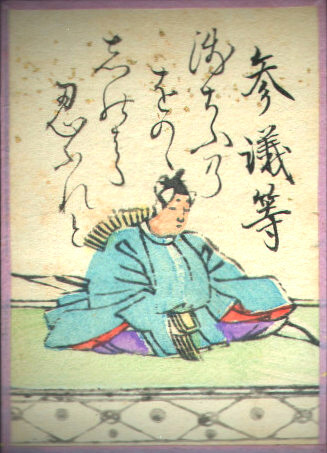
39. 參議等 Санги Хитоси (Минамото-но Хитоси)
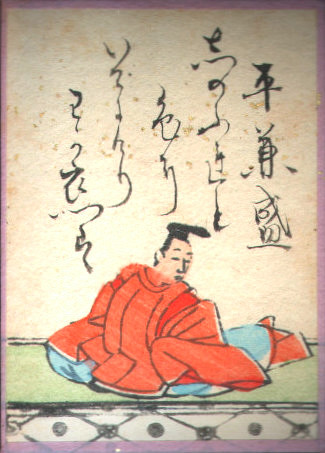
40. 平兼盛 Тайра-но Канэмори
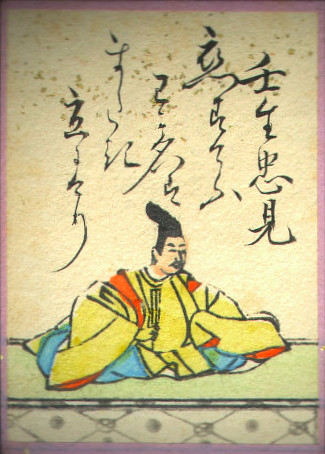
41. 壬生忠見 Мибу-но Тадами
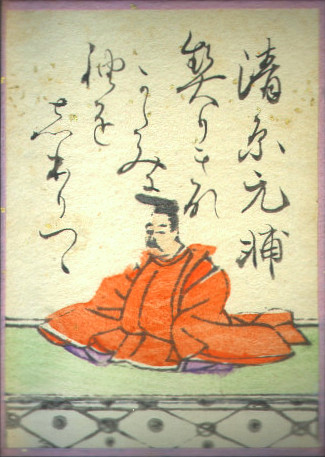
42. 清原元輔 Киёвара-но Мотосукэ  (Киёхара-но Мотосукэ)
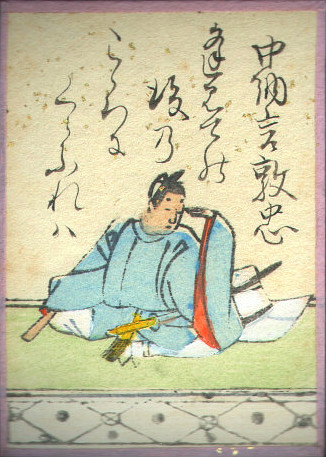
43. 中納言敦忠 Тюнагон Ацутада (Фудзивара-но Ацутада)
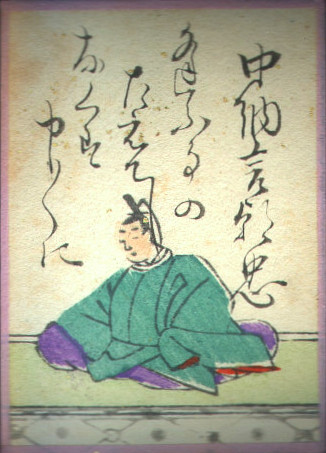
44. 中納言朝忠 Тюнагон Асатада  (Фудзивара-но Асатада)
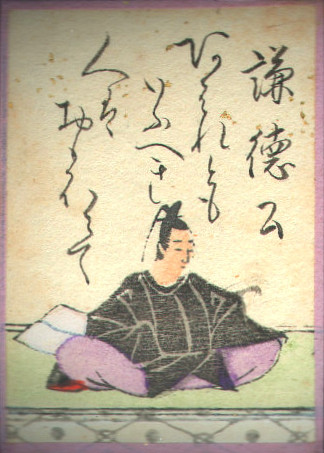
45. 謙德公 Кэнтокуко  (Фудзивара-но Корэмаса)
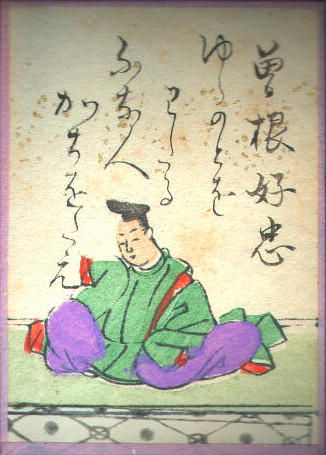
46. 曽根好忠 Сонэ-но Ёситада
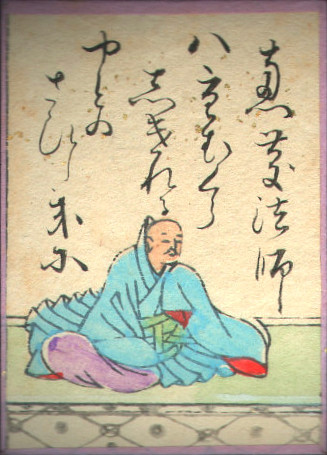
47. 惠慶 Эгё-хоси (Монах Эгё)
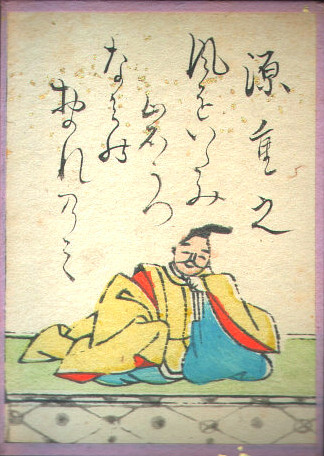
48. 源重之 Манамото-но Сигэюки
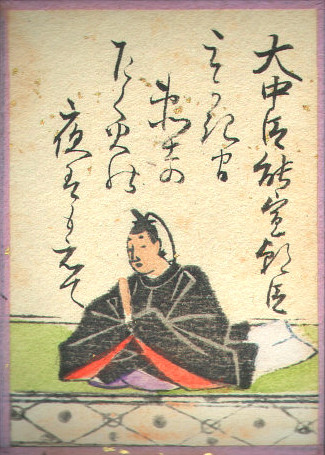
49. 大中臣能宣朝臣 Онакатому-но Ёсинобу-но Асон (Онакатому-но Ёсинобу)
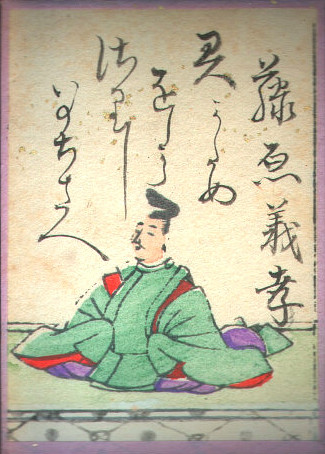
50. 藤原義孝 Фудзивара-но Ёситака
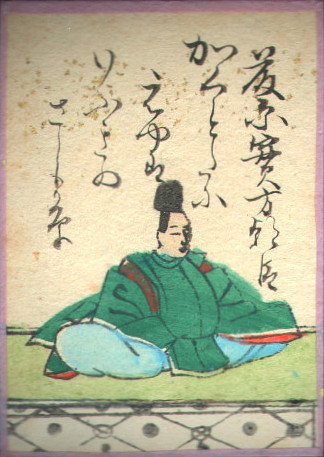
51. 藤原實方朝臣 Фудзивара-но Санэката-но Асон (Фудзивара-но Санэката)
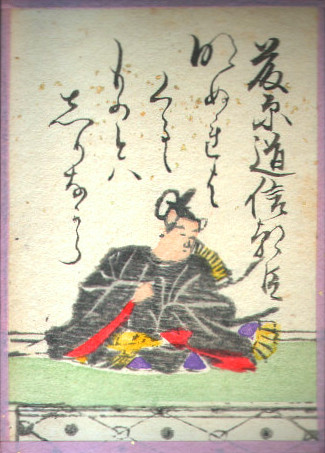
52. 藤原道信朝臣 Фудзивара-но Митинобу-но Асон (Фудзивара-но Митинобу)
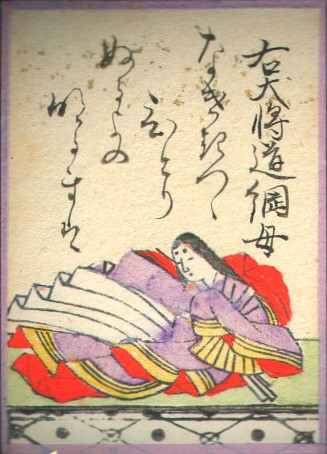
53. 右大將道綱母 Удайсё Митицуна-но хаха (Мать Митицуна)
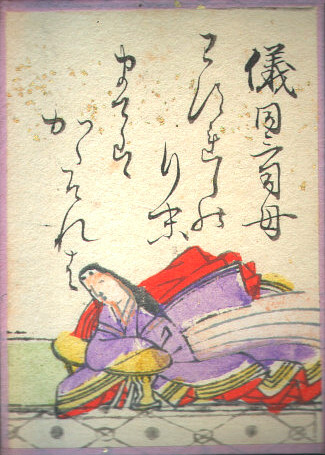
54. 儀同三司母 Гидосанси-но хаха (Мать Гидо Санси)
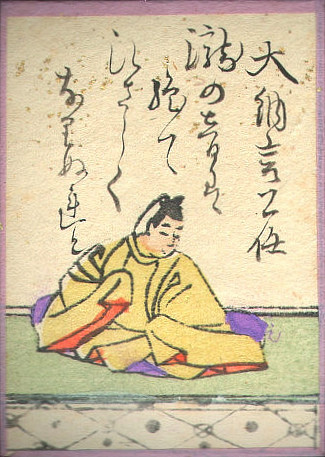
55. 大納言公任 Дайнагон Кинто (Старший советник Кинто)
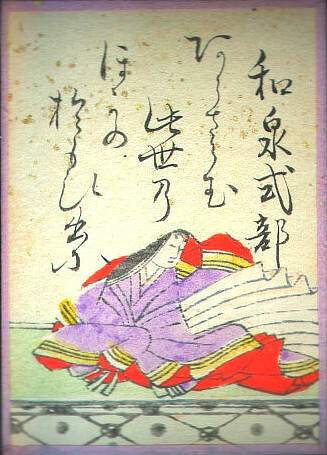
56. 和泉式部 Идзуми-сикибу (Госпожа Идзуми Сикибу)
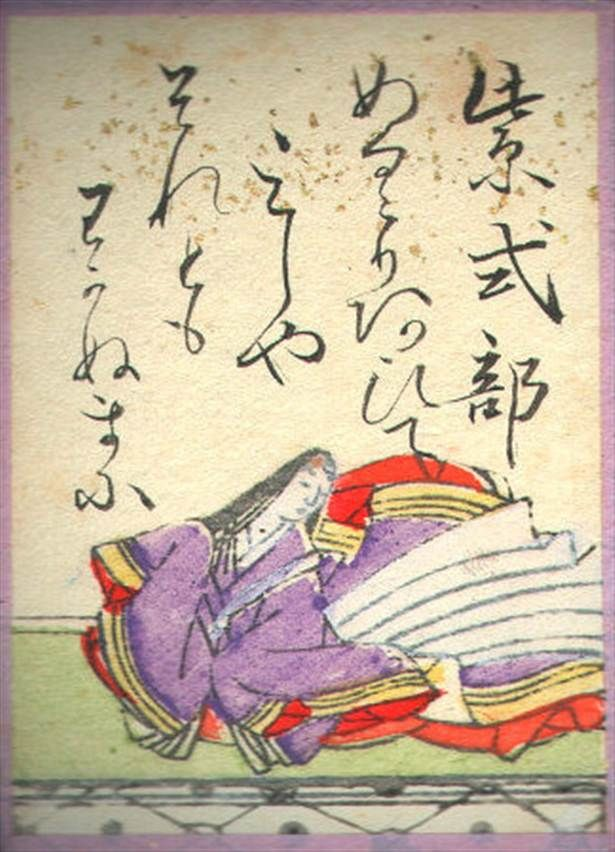
57. 紫式部 Мурасаки Сикибу (Госпожа Мурасаки Сикибу)
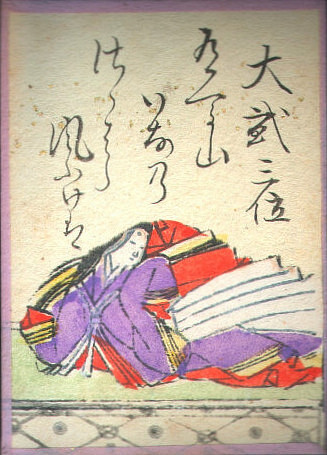
58. 大貳三位 Дайни-но Самми (Госпожа Катэко)
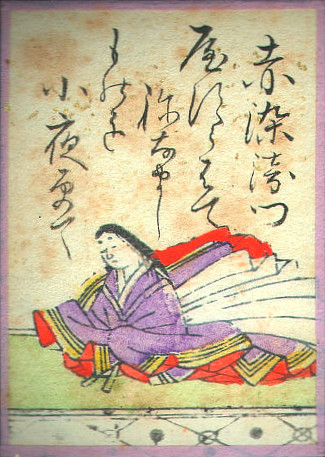
59. 赤染衛門 Акадзомэ-Эмон (Госпожа Акадзомо-но Эмон)
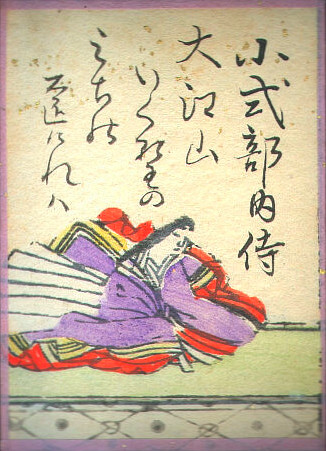
60. 小式部內侍  Косикубу-но Найси (Госпожа Косикубу)
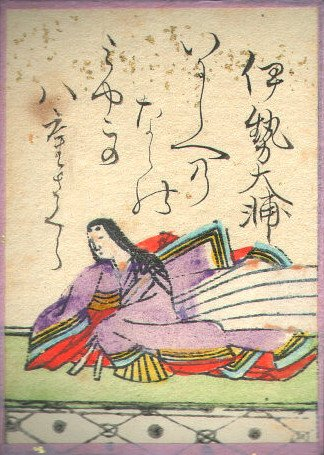
61. 伊勢大輔 Исэ-но Тайфу (Госпожа Исэ-но Осукэ)
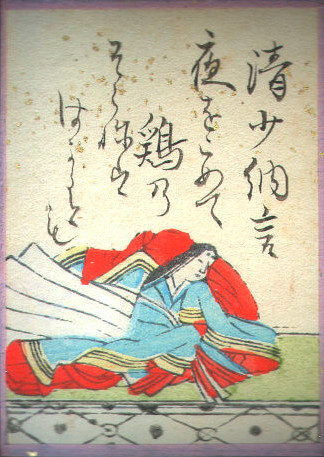
62. 清少納言 Сэй-Сёнагон (Госпожа Сэй Сёнагон)
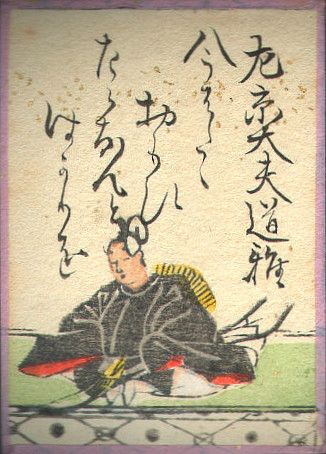
63. 左京大夫道雅 Сакэ-но Тайфу Митимаса (Фудзивара-но Митимаса)
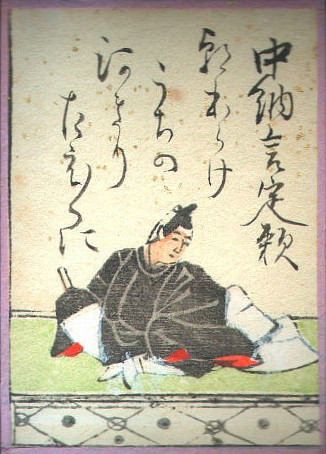
64. 藤原定賴 Гон-тюнагон Садаёри (Фудзивара-но Садаёри)
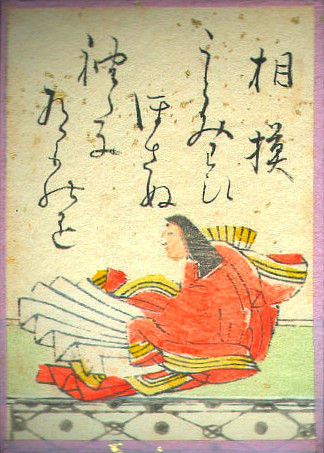
65. 相模 Сагами (Госпожа Сэё Сагами)
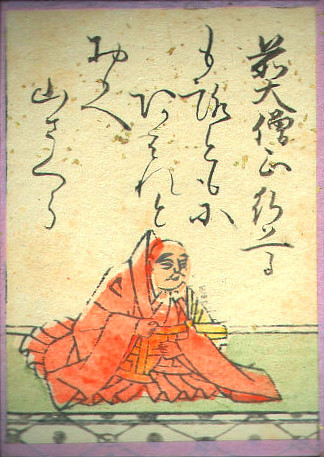
66. 前大僧正行尊 Дайсодзё Гёсон (Аббат Гёдзон)
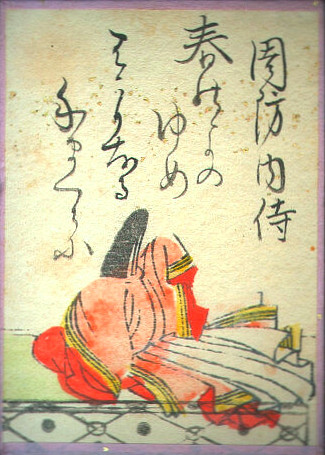
67. 周防內侍  Суо-но Найси (Госпожа Суо)
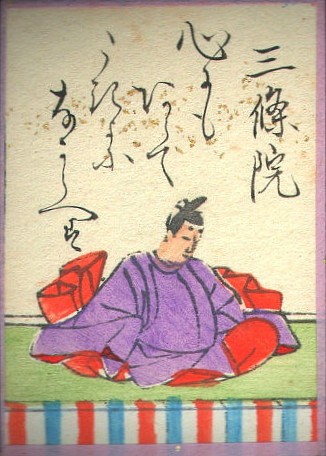
68. 三條院 Сандзё-но ин (Император Сандзё)
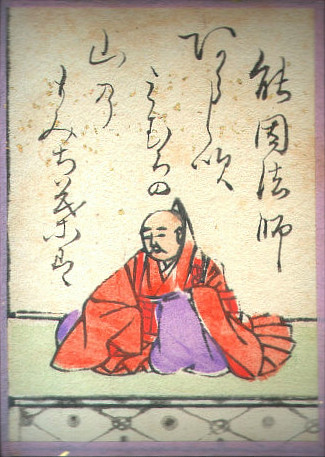
69. 能因法師 Ноин-хоси (Монах Ноин)
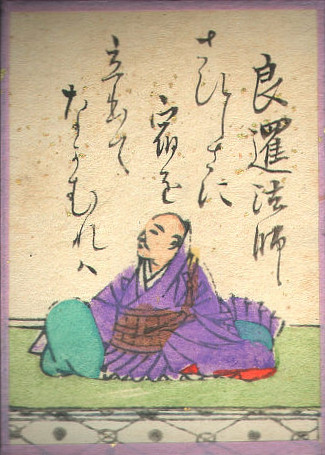
70. 良暹法師 Рёдзэн-хоси (Монах Рёдзэн)
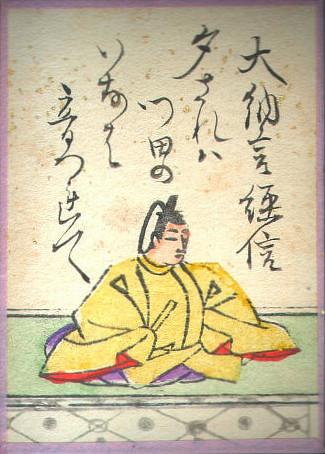
71. 源經信 Дайнагон Цунэнобу (Минамото-но Цунэнобу)
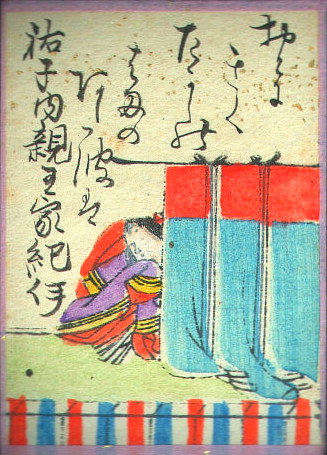
72. 祐子內親王家紀伊 Юси-найсинго-кэ-но Кии (Госпожа Кии)
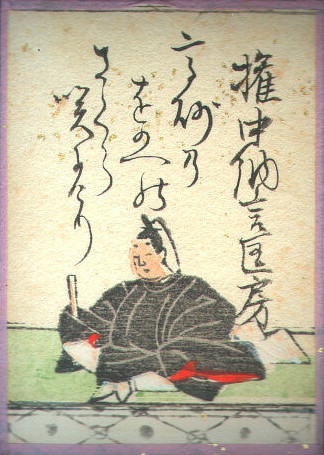
73. 權中納言匡房 Гон-Тюнагон Масафуса (Оэ-но Масафуса)
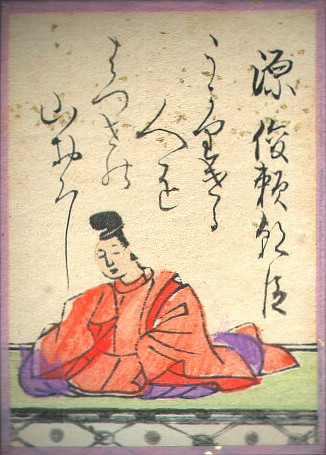
74. 源俊賴 Минамото-но Тосиёри-но Асон (Минамото-но Тосиёри)
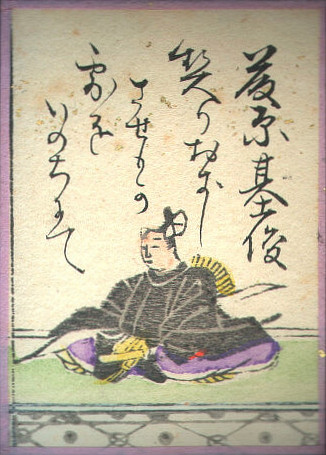
75. 藤原基俊 Фудзивара-но Мототоси
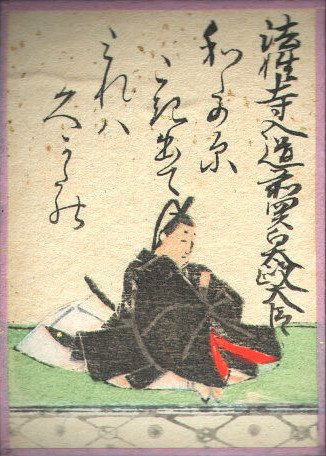
76. 法性寺入道前關白太政大臣 Хоссёдзи-но Нюдо Саки-но Кампаку Дайдзедайдзин (Фудзивара-но Тадамити)
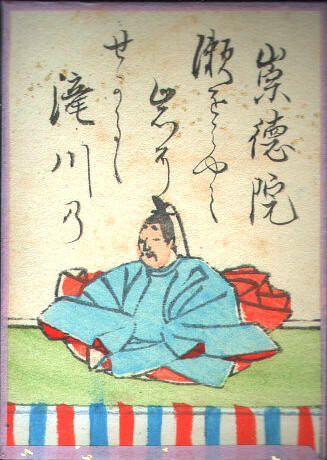
77. 崇德院 Сутоку-ин (Император Сутоку)
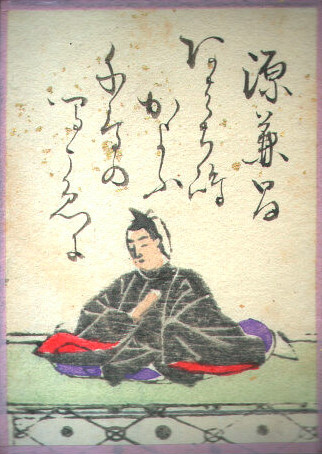
78. 源兼昌 Минамото-но Канэмаса
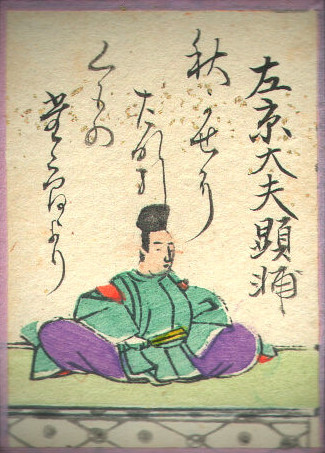
79. 藤原顯輔 Сакё-но Тайфу Акисукэ (Фудзивара-но Акисукэ)
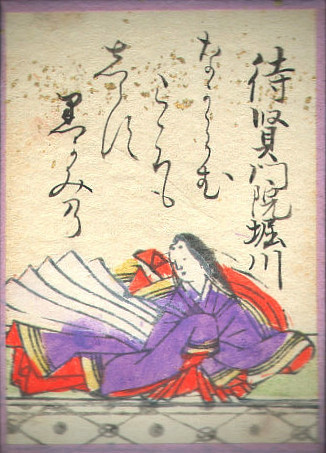
80. 待賢門院堀川 Тайкэнмонъин-но Хорикава (Госпожа Хорикава)
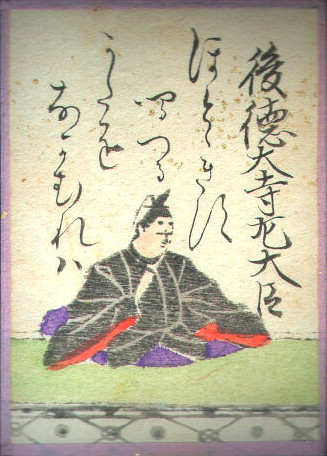
81. 德大寺實定 Готокудайдзи-но Садайдзин (Фудзивара-но Санэсада)
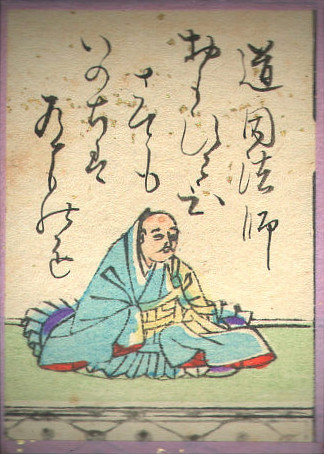
82. 道因法師 Доин-хоси (Монах Доин)
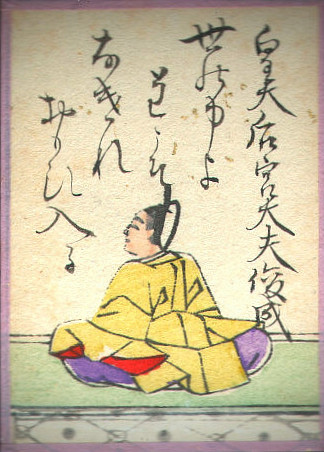
83. 皇太后宮大夫俊成 Котайгогу-но Дайбу Тосинари (Фудзивара-но Тосинари)
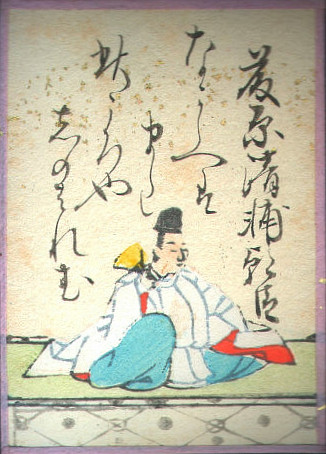
84. 藤原清輔朝臣 Фудзивара-но Киёсукэ-но Асон (Фудзивара-но Киёсукэ)
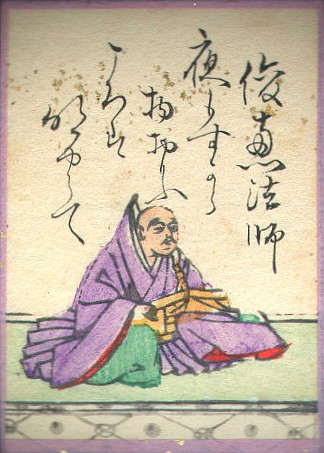
85. 俊惠 Сюнъэ-хоси (Сюнъэ)
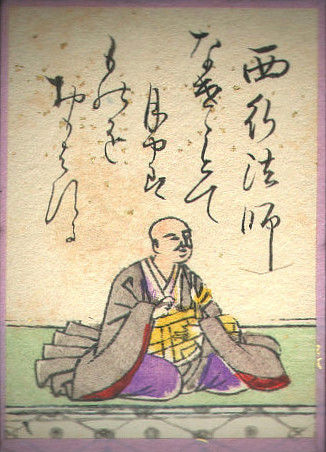
86. 西行法師 Сайгё-хоси (Сайгё)
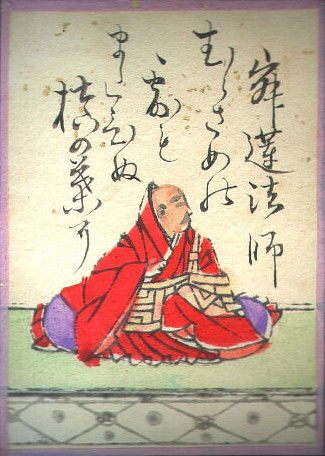
87. 寂蓮法師 Дзякурэн-хоси (Монах Дзякурэн)
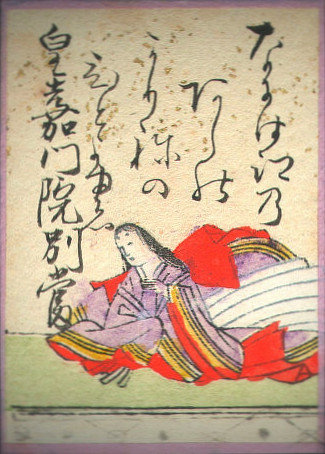
88. 皇嘉門院別當 Кокамонъин-но Бэтто
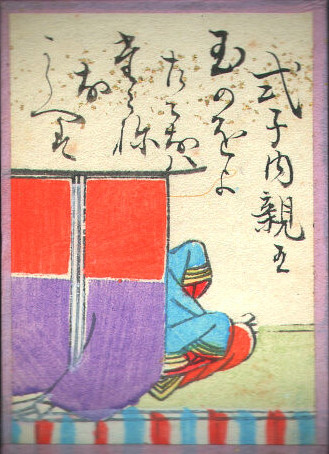
89. 式子內親王 Сёкуси-найсинно (Принцесса Сёкуси)
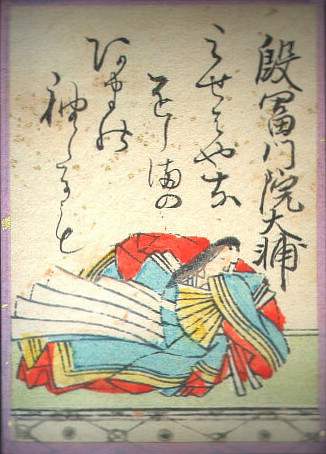
90. 殷冨門院大輔 Имбумонъин-но Тайфу (Инбумонъин-но Тайфу)
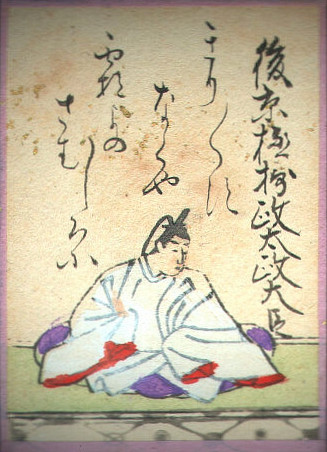
91. 九條良經 Гокёгоку Сэссэ-но Саки-но Дайдзёдайдзин (Фудзивара-но Ёсицунэ)
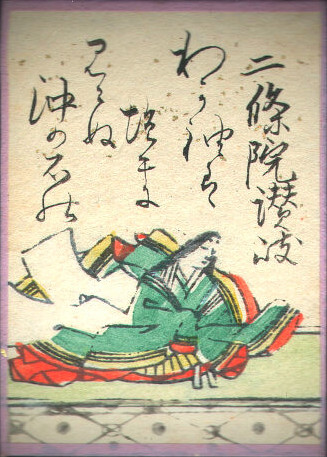
92. 二條院讚岐 Нидзё-но Ин-но Сануки (Госпожа Сануки)
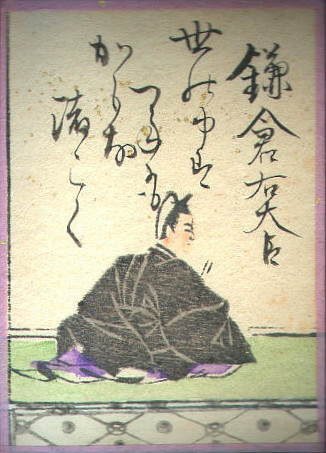
93. 鎌倉右大臣 Камакура-но Удайдзин (Минамото-но Санэтомо)
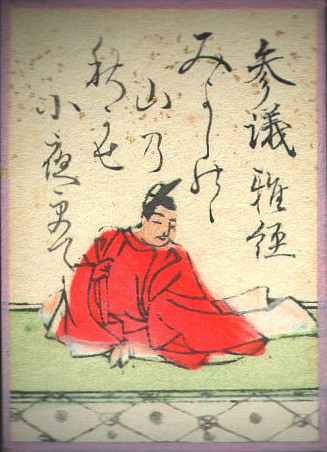
94. 飛鳥井雅經 Санги Масацунэ (Фудзивара-но Масацунэ)
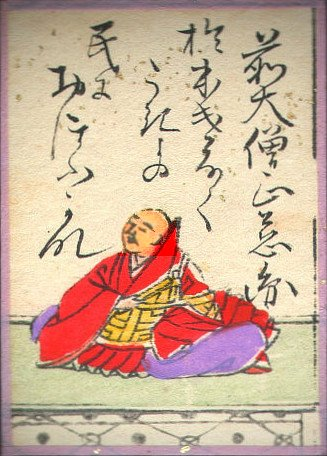
95. 慈圓 Саки-но Дайсодзё дзиэн (Дзиэн)
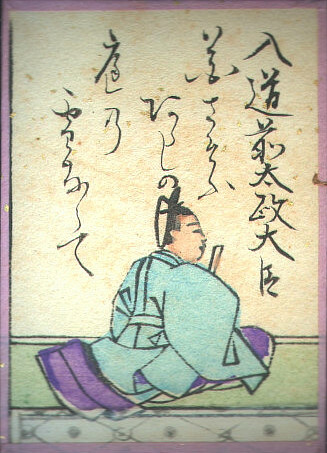
96. 西園寺公經 Нюдо Саки-но Дайдзёдайдзин (Фудзивара-но Кинцунэ)
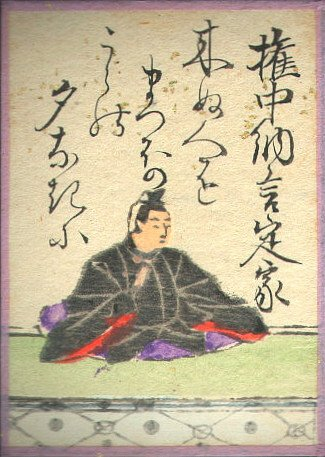
97. 權中納言定家 Гон-тюнагон Садаиэ (Фудзивара-но Тэйка)
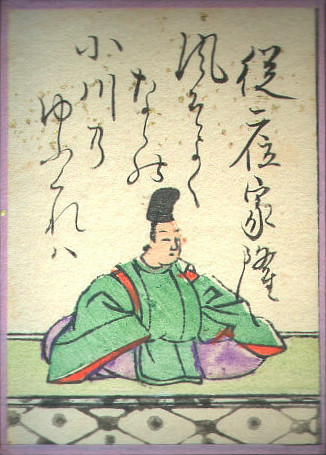
98. 從二位家隆 Дзюнии Иэтака  (Фудзивара-но Иэтака)
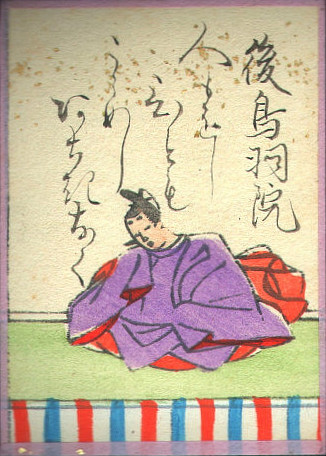
99. 後鳥羽院 Готоба-ин (Император Готоба)
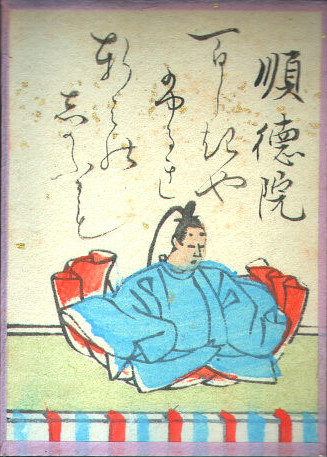
100. 順德院 Дзюнтоку-ин (Император Дзюнтоку)